# Shōji Gatō

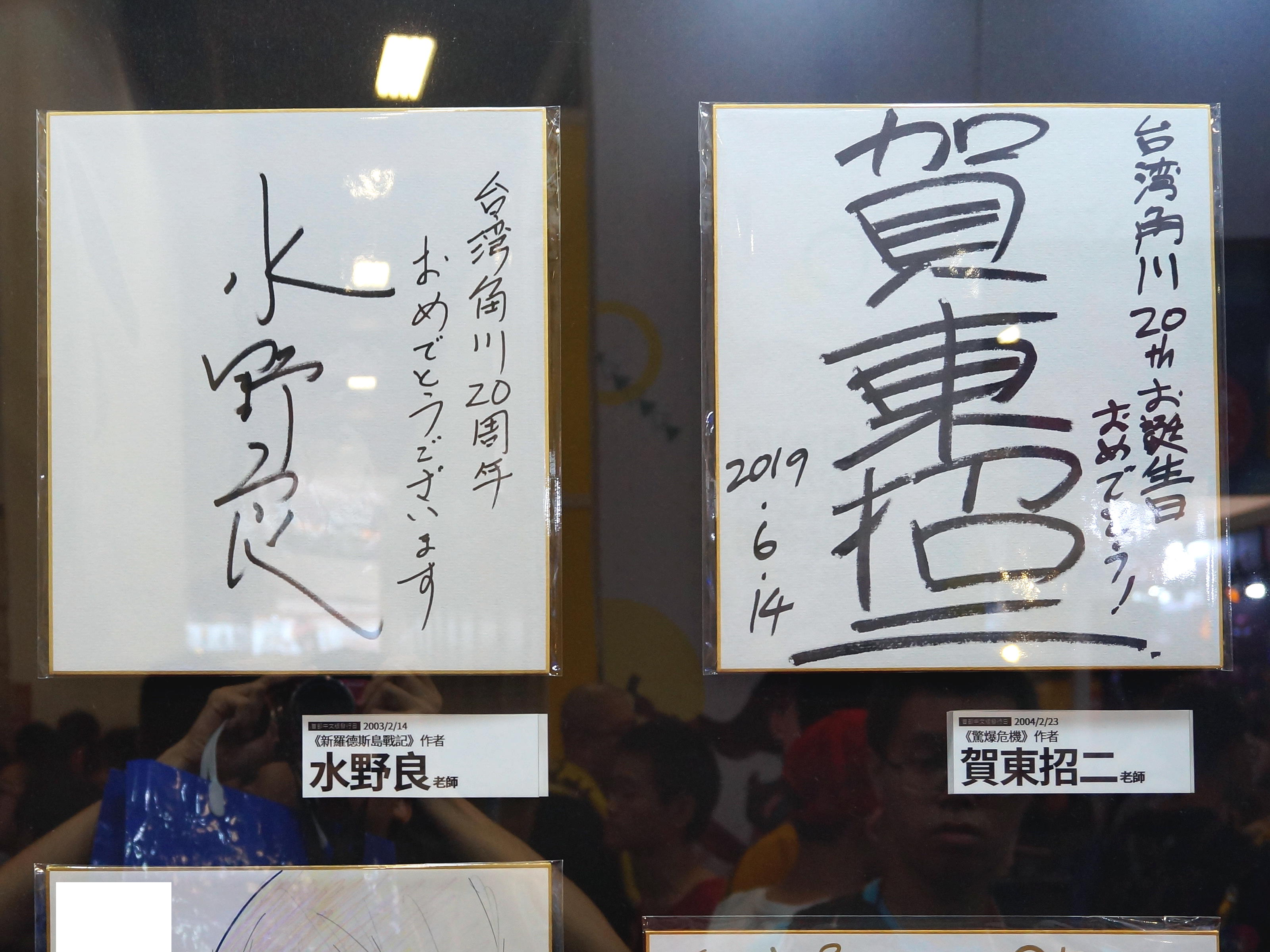
Assinatura de Shouji Gatou (á direita)

Shouji Gatou (賀東 招二, Gatō Shōji) é um mangaka japonês natural de Shiga, no Japão. É responsável pela criação da série Full Metal Panic!, que inclui light novel, mangá e anime. 

## Trabalhos
- Full Metal Panic!